# (281068) Chipolin
(281068) Chipolin est un astéroïde de la ceinture principale.

## Description
(281068) Chipolin est un astéroïde de la ceinture principale. Il fut découvert le 18 juillet 2006 à l'observatoire de Lulin par Ye Quan-Zhi et Hong Qin Lin. Il présente une orbite caractérisée par un demi-grand axe de 3,12 UA, une excentricité de 0,08 et une inclinaison de 16,9° par rapport à l'écliptique.